# Mexicana Universal Hidalgo
Mexicana Universal Hidalgo (hasta 2016 llamado Nuestra Belleza Hidalgo) es un concurso a nivel estatal en Hidalgo, México, que selecciona a la representante estatal rumbo al certamen nacional Mexicana Universal (antes llamado Nuestra Belleza México), aspirando así a representar al país a nivel internacional en alguna de las plataformas que se ofrecen.
La organización estatal ha logrado los siguientes resultados desde 1994:
- Top 15/16: 2 (1994, 2021)
- Sin clasificación: 26 (1995, 1996, 1997, 1998, 1999, 2000, 2001, 2002, 2003, 2004, 2005, 2006, 2007, 2008, 2009, 2010, 2011, 2012, 2013, 2014, 2015, 2016, 2017, 2018, 2019, 2022)
- Ausencias: 7 (2003, 2004, 2005, 2006, 2007, 2009, 2010)

#### Reinas Nacionales
- Lili Rosales - Reina Hispanoamericana México 2011 (Designada)

## Reinas Titulares
A continuación se presentan los nombres de las ganadoras anuales de Mexicana Universal Hidalgo, enumeradas en orden ascendente, así como los resultados obtenidos durante el certamen nacional de Mexicana Universal. Así mismo se destacan en algún color las reinas estatales que representaron al país en alguna franquicia actual o que tuvo la organización nacional a través de los años.
| Franquicias actuales: - Compitió en Miss International. - Compitió en Miss Grand International. - Compitió en Miss Charm. - Compitió en Reina Hispanoamericana. - Compitió en Miss Orb International. - Compitió en Nuestra Latinoamericana Universal. | Antiguas franquicias: - Compitió en Miss Universe. - Compitió en Miss World. - Compitió en Miss Continente Americano. - Compitió en Miss Costa Maya International. - Compitió en Miss Atlántico Internacional. - Compitió en Miss Verano Viña del Mar. - Compitió en Reina de la Atlantida. - Compitió en Reina Internacional del Café. - Compitió en Reina Internacional de las Flores. - Compitió en Señorita Continente Americano. - Compitió en Nuestra Belleza Internacional. |

| Año                                                                      | Reina Titular                                                                           | Originaria                                                                              | Clasificación                                                                           | Premio Especial                                                                         | Notas |
| 2025                                                                     |                                                                                         |                                                                                         |                                                                                         |                                                                                         | |
| 2024                                                                     | Debido a cambios en las fechas del certamen nacional, no hubo elección estatal este año | Debido a cambios en las fechas del certamen nacional, no hubo elección estatal este año | Debido a cambios en las fechas del certamen nacional, no hubo elección estatal este año | Debido a cambios en las fechas del certamen nacional, no hubo elección estatal este año | Debido a cambios en las fechas del certamen nacional, no hubo elección estatal este año                               |
| 2023                                                                     | Montserrat Villalva Castillo                                                            | Mixquiahuala                                                                            | Por Competir                                                                            | -                                                                                       | - Miss Teen Mundial México 2017 - Miss Teen Mundial Hidalgo 2017                                                      |
| 2022                                                                     | Daniela Mayte Oviedo Torres                                                             | Ixmiquilpan                                                                             | -                                                                                       | -                                                                                       | - |
| 2021                                                                     | Katya Vanessa Cornejo Hernández                                                         | Ixmiquilpan                                                                             | Top 16                                                                                  | -                                                                                       | - |
| 2020                                                                     | Debido a la contingencia por la pandemia Covid-19, no hubo elección estatal este año    | Debido a la contingencia por la pandemia Covid-19, no hubo elección estatal este año    | Debido a la contingencia por la pandemia Covid-19, no hubo elección estatal este año    | Debido a la contingencia por la pandemia Covid-19, no hubo elección estatal este año    | Debido a la contingencia por la pandemia Covid-19, no hubo elección estatal este año                                  |
| 2019                                                                     | Griselda Garzón Quiroz                                                                  | Pachuca                                                                                 | -                                                                                       | -                                                                                       | - |
| 2018                                                                     | Marili Vázquez Olguín                                                                   | Ixmiquilpan                                                                             | -                                                                                       | -                                                                                       | - |
| 2017                                                                     | Jenyfer Benítez Peñafiel (Renunció)                                                     | Pachuca                                                                                 | No Compitió                                                                             | -                                                                                       | - Miss Teenager Intercontinental 2016 - Miss Teen Mundo México 2016 - Miss Teen Hidalgo 2016                          |
| 2017                                                                     | Constanza Kanahuati Arellano (Asumió)                                                   | Pachuca                                                                                 | -                                                                                       | -                                                                                       | - |
| Hasta el año 2016 el titulo estatal fue nombrado Nuestra Belleza Hidalgo |                                                                                         |                                                                                         |                                                                                         |                                                                                         | |
| 2016                                                                     | Claudia Michelle Rodríguez Berlanga                                                     | Pachuca                                                                                 | -                                                                                       | -                                                                                       | - Miss Earth Veracruz-Air 2015 - Compitió en Nuestra Belleza Veracruz 2014                                            |
| 2015                                                                     | Nicktell Rodríguez Apodaca                                                              | Mineral de la Reforma                                                                   | -                                                                                       | -                                                                                       | - Compitió en Nuestra Belleza Universitaria 2011                                                                      |
| 2014                                                                     | Orianna Barrera Alarcón                                                                 | Pachuca                                                                                 | -                                                                                       | -                                                                                       | - |
| 2013                                                                     | Shantal Montaño Ricaño                                                                  | Tulancingo                                                                              | -                                                                                       | -                                                                                       | - Compitió en Miss F1 México 2015 - Compitió en Miss Earth México 2008 - Miss Earth Hidalgo 2008 - Señorita UAEH 2008 |
| 2012                                                                     | María de los Ángeles Cuevas de Anda                                                     | Tulancingo                                                                              | -                                                                                       | -                                                                                       | - |
| 2011                                                                     | Martha Lili Marlene Rosales López                                                       | Pachuca                                                                                 | -                                                                                       | -                                                                                       | - Compitió en Reina Hispanoamericana 2011 - Reina Hispanoamericana México 2011 - Nació en Jalisco                     |
| 2010                                                                     | No se envió candidata este año                                                          | No se envió candidata este año                                                          | No se envió candidata este año                                                          | No se envió candidata este año                                                          | No se envió candidata este año                                                                                        |
| 2009                                                                     | No se envió candidata este año                                                          | No se envió candidata este año                                                          | No se envió candidata este año                                                          | No se envió candidata este año                                                          | No se envió candidata este año                                                                                        |
| 2008                                                                     | Karla Solano Armenta                                                                    | Tulancingo                                                                              | -                                                                                       | -                                                                                       | - Nació en Sinaloa |
| 2007                                                                     | No se envió candidata este año                                                          | No se envió candidata este año                                                          | No se envió candidata este año                                                          | No se envió candidata este año                                                          | No se envió candidata este año                                                                                        |
| 2006                                                                     | No se envió candidata este año                                                          | No se envió candidata este año                                                          | No se envió candidata este año                                                          | No se envió candidata este año                                                          | No se envió candidata este año                                                                                        |
| 2005                                                                     | No se envió candidata este año                                                          | No se envió candidata este año                                                          | No se envió candidata este año                                                          | No se envió candidata este año                                                          | No se envió candidata este año                                                                                        |
| 2004                                                                     | No se envió candidata este año                                                          | No se envió candidata este año                                                          | No se envió candidata este año                                                          | No se envió candidata este año                                                          | No se envió candidata este año                                                                                        |
| 2003                                                                     | No se envió candidata este año                                                          | No se envió candidata este año                                                          | No se envió candidata este año                                                          | No se envió candidata este año                                                          | No se envió candidata este año                                                                                        |
| 2002                                                                     | Verónica Gabriela Reyes Cerda                                                           | Pachuca                                                                                 | -                                                                                       | -                                                                                       | - |
| 2001                                                                     | Sara Guadalupe García Amador                                                            | Pachuca                                                                                 | -                                                                                       | -                                                                                       | - |
| 2000                                                                     | Marisol Mandujano Cerrilla                                                              | Huejutla                                                                                | -                                                                                       | -                                                                                       | - |
| 1999                                                                     | Monserrat Jaime Flores                                                                  | Tulancingo                                                                              | -                                                                                       | -                                                                                       | - |
| 1998                                                                     | Laura Gabriela Pérez Cuevas                                                             | Tulancingo                                                                              | -                                                                                       | -                                                                                       | - |
| 1997                                                                     | Gabriela García Muro                                                                    | Tulancingo                                                                              | -                                                                                       | -                                                                                       | - |
| 1996                                                                     | Isela Erendira Ruíz Castañeda                                                           | Pachuca                                                                                 | -                                                                                       | -                                                                                       | - |
| 1995                                                                     | Lizbeth Hernández Orta                                                                  | Pachuca                                                                                 | -                                                                                       | -                                                                                       | - Embajadora de Conciencia Turística 1995                                                                             |
| 1994                                                                     | Viridiana Cortés Domínguez                                                              | Pachuca                                                                                 | Top 16                                                                                  | -                                                                                       | - |